# 第5軍団 (北軍)
南北戦争中の北軍第5軍団（V Corps）は、ポトマック軍隷下の軍団である。

## 1862年
ジョージ・マクレランを司令官とするポトマック軍は、アメリカ連合国の首都リッチモンドの攻略を目指す半島方面作戦のために、第1～第5軍団を編成した。第5軍団の軍団長はナサニエル・バンクスであった。しかし、南軍ストーンウォール・ジャクソンのバレー方面作戦に対応するために、バンクスの軍団は短期間でポトマック軍から離れた。この軍団は後に第12軍団と改称された。
続いて、半島方面作戦中の1862年5月18日、リッチモンドに迫ったポトマック軍は軍団再編を実施し、第3軍団の第3師団（フィッツ・ジョン・ポーター准将）とジョージ・サイクス（George Sykes）准将の正規軍予備師団からなる暫定第5軍団が編成された。ポーターは軍団長となり、後任の師団長にはジョージ・モレル（George W. Morell）准将が就任した。1862年7月22日、「暫定」が取れ、陸軍省は第5軍団を正式の軍団と認めた。
半島方面作戦中に第5軍団が参加した戦闘は、ハノーバーコートハウスの戦いに加え、1862年6月25日から7月1日の七日間の戦いの内のメカニクスビルの戦い、ゲインズミルの戦い、グレンデイルの戦い及びマルバーンヒルの戦いがある。七日間の戦いの4つの戦闘での軍団の戦死者は995人、戦傷3,805人で、2,801人が行方不明または捕虜となり、損害合計は7,061人であったが、これはポトマック軍全体のおよそ半数に相当した。この損害の内、6,387人はゲインズミルで生じた。ゲインズミルでの北軍戦力は第5軍団と第6軍団の1個師団のみであり、これで南軍の北バージニア軍のほぼ全軍と戦った。7月14日に、ジョージ・マッコール（George A. McCall）のペンシルベニア予備師団が加わり、軍団の戦力は一時的に強化された。この師団には、後にその才能を発揮するジョン・F・レイノルズ（後にポトマック軍第1軍団長）やジョージ・ミード（後にポトマック軍司令官）がいた。
半島方面作戦は結局失敗に終わった。ペンシルベニア予備師団はアービン・マクドウェルのバージニア軍第3軍団に所属替えとなった。第5軍団はポトマック軍傘下に留まったものの、ジョン・ポープのバージニア軍支援のために、ポトマック軍第3軍団及び第9軍団とともに北バージニア方面に派遣された。
マクレランは第5軍団を特に賞賛していた。特にポーターとは親友であり、他の陸軍が見習うべきモデル軍団だと宣伝していた。軍団の参謀は全員が陸軍士官学校の出身者であり、政治家軍人や非職業軍人はいなかった。正規軍師団が軍団に含まれていたことも、第5軍団にプロフェッショナルな雰囲気を与え、訓練は他の部隊よりも厳しかった。加えて、正規軍予備砲兵部隊が軍団に付属された。
8月28日 - 8月30日の第二次ブルランの戦いでは北軍の左翼として戦った。ポーターはポープから南軍ストーンウォール・ジャクソンを攻撃するよう命令されたが、その場合別の南軍部隊（ジェイムズ・ロングストリート）から自身の側面を攻撃される可能性があり、その命令を実行に移さなかった。結局その恐れていたことが起こり、はるかに優勢な南軍の攻撃を受けた。隷下の6個旅団の内戦闘に参加したのは4個旅団であり、人員は6,500人と比較的少なかった。これに対して、戦死331人、負傷1,362人、行方不明456人の合計2,151人の損害を出している。第2師団のガバヌーア・ウォーレン旅団は2個連隊（第5および第10ニューヨーク連隊）で構成されていたが、第5ニューヨーク連隊500名のうちほぼ300名が被弾し、そのうち120名は瀕死の重傷を負った。ポーターはこの敗北のためにポープから軍団長を解任されたが、まもなくマクレランによって復職し、引き続き第5軍団の指揮をとった。
9月のアンティータムの戦い直前にアンドリュー・A・ハンフリーズの師団が追加され、3個師団編成となった。この師団は主としてペンシルベニアで集められた徴兵期間9ヶ月の兵で構成されていた。アンティータムでは両軍ともに多くの部隊を予備にし、順次投入する戦術を取った。第5軍団第1師団（モレル）は中央予備とされ、最後まで戦闘には投入されなかった。サイクスの第2師団は戦闘に投入されたがいくつかの部隊がアッパーフォードで小さな戦闘に加わった程度である。ハンフリーズの第3師団も予備として戦闘には参加しなかった。アンティータムの戦いで北軍は勝利し、南軍の北上を阻止することに成功した。しかし、ポトマック軍司令官のマクレランは、積極性に欠けるとしてリンカーン大統領に解任された。
マクレランの解任後に、ポーターは第二次ブルランの戦いの際の抗命に関して軍法会議にかけられた。ポーターの行動は非難を受けるようなものではなかったが、バージニア軍を指揮していたポープはスケープ・ゴートを必要としていた。ポーターは有罪となり、軍を免職された。第1師団長のジョージ・モレルも法廷でポーターを擁護する発言をしたため、連座して免職となった。さらに、その後長期にわたって、陸軍省は第5軍団の士官の昇進をなかなか認めなかった。
マクレランの後を継いで、アンブローズ・バーンサイド少将がポトマック軍の司令官となった。第5軍団の軍団長には、ジョセフ・フッカー少将が就任したが、直後にバーンサイドは第3軍団と第5軍団から構成される中央「大師団（Grand Division）」を組織し、フッカーは中央大師団の司令官に任命されたため、ダニエル・バターフィールド少将が第5軍団長を引き継いだ。バーンサイドはリンカーンにせかされ、冬期にもかかわらずリッチモンド攻略を目指す作戦を立案した。1862年12月のフレデリックスバーグの戦いでは、チャールズ・グリフィン（Charles Griffin）、サイクス及びハンフリーズが各師団長を務めた。フレデリックスバーグで北軍は敗北し、第5軍団の損害は戦死206人、戦傷1,699人、行方不明300人の合計2,175人であった。

## 1863年
バーンサイドはその後も無謀な作戦を実行したため、部下の反抗をまねき、結局辞任することとなった。フッカーがポトマック軍の司令官を引き継いだが、大師団を解消し第5軍団長であったバターフィールドを自身の参謀長とした。新たな第5軍団長にはジョージ・ミードが就任した。この際に、各軍団が自身の記章を使うようになった。第5軍団の記章はマルタ十字の一種であるクロスパティーとなった。

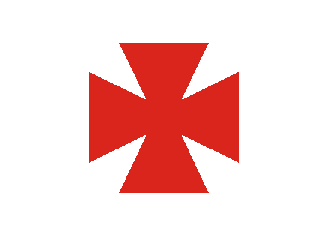
第5軍団第1師団の記章

1863年4月30日 - 5月6日のチャンセラーズヴィルの戦いは第5軍団のサイクス師団が火蓋を切ったが、その後の戦闘には大きく関与しなかった。北軍の戦力は南軍の2倍はあったが、北軍は敗北した。戦いの後、第3師団は徴兵期間が過ぎたために解散となった。しかし、南軍のロバート・リー大将の北バージニア軍が北への侵攻を開始したため、直ちにサミュエル・クロウフォードが指揮を執るペンシルベニア予備旅団からなる新たな師団が編成され、第5軍団に加わった。
1863年6月28日にミードがフッカーに代わってポトマック軍の司令官となったため、同時にサイクスが第5軍団長に昇進した。軍団は7月2日にゲティスバーグに到着した。最も有名となった行動は、第1師団のストロング・ビンセント（Strong Vincent）大佐の第3旅団のそれである。旅団は北軍前線の最左翼にあったむき出しの丘であるリトルラウンドトップを占拠するために迅速に前進した。ジェイムズ・ロングストリートの南軍第1軍団の強烈な攻撃から、ビンセントの旅団は丘を守りきり、北軍の側面が攻撃されることを防いだ。このシーンはマイケル・シャーラの小説「The Killer Angels」（1974年）で描かれており、また小説を元にした映画「ゲティスバーグ」（1993年）でも、最左翼を守っていたジョシュア・チェンバレン大佐の第20メイン連隊の活躍を中心に描写されている。チャールズ・グリフィン（Charles Griffin）准将の第1師団及びロメイン・アイラス（Romeyn B. Ayres）准将の第2師団の損害は大きかったが（第2師団の損害率は50%に達した）、サミュエル・クロウフォード准将のペンシルベニア予備師団は大きな戦闘は行わなかった。
第2軍団の二人の将官、スティーブン・ウィード（Stephen H. Weed）准将と、ストロング・ビンセント准将（リトルラウンドトップ占領の功績を認められ昇進していた）が戦死した。
1863年秋のポトマック軍の作戦における第5軍団の活動は限定されたものであった。ブリストー駅の戦いでは第5軍団は南軍A・P・ヒル中将の軍団からの砲撃に晒された。その後第2軍団の到着によりヒルの攻撃は混乱したものとなった。第2軍団の軍団長ガバヌーア・ウォーレンはヒルに対して優位な位置を占めることができ、北軍に勝利をもたらした。

## 1864年
1864年4月ユリシーズ・グラント中将が、北軍の総司令官となった。北軍全体の再編が行われ、第5軍団も再編された。第2師団は第1師団に統合され、グリフィンが師団長となった。クロウフォードの第3師団はそのまま残った。第1軍団は解散となり、その師団は第5軍団の第2師団及び第4師団として組み込まれた。それぞれの師団長はジョン・ロビンソンJohn C. Robinson及び ジェイムズ・ワズワースであった。ガバヌーア・ウォーレンが第5軍団長となった。
5月7日の荒野の戦いの前には軍団人員は25,000人を数えたが、5月8日-21日スポットシルバニア・コートハウスの戦いの後には10,000人以上が負傷していた。第4師団長のワズワースは荒野の戦いで戦死し、第2師団長のロビンソンはスポットシルバニアで脚を失うという重症を負った。第2師団の兵員は一時的に第5軍団の他の師団の所属となった。第4師団長にはアイアン旅団の旅団長であったライサンダー・カトラー（Lysander Cutler）が就任した。
5月31日-6月12日のコールドハーバーの戦いと6月15日から翌年3月25日まで続いたピーターズバーグ包囲戦では、第5軍団は激しい戦闘を経験した。8月19日のグローブタバンの戦いでは、多くの捕虜を出している。これらの戦いの後で、カトラーの師団は解散となった。残りの3個師団は、グリフィン、アイラス、及びクロウフォードが指揮をとり、この3人は戦争終結まで師団長を務めた。グリフィンの師団は旧第5軍団の生き残りと、新たに組織された部隊を含んでいた。アイラスの師団は新設連隊が中心で、メリーランド旅団の様な古参部隊がこれを補強した。正規軍師団（ペンシルベニア師団）はその損害のために解散となり、クロウフォードの師団は旧第1軍団の兵士から構成されていた。これら師団は9月30日のピーブル農園の戦いにも参加した。

## 1865年
1865年3月31日、軍団の兵力は17,000人にまで減っていた。リーの北バージニア軍は4月9日にアポマトックス・コートハウスで降伏したが、そのときまでにさらに2,000人の損害が出ている。4月1日のファイブフォークスの戦いの後、南軍の追跡が消極的であったとして、ウォーレンはシェナンドー軍司令官のフィリップ・シェリダン少将によって解任され軍団長はグリフィンに交代した（ウォーレンは残りの半生を、自身の評判を回復することに費やすことになった）。グリフィンは軍団を率いてリーを追跡し、シェリダンの騎兵を支援するためにアポマトックス・コートハウスに予定日時に到着した。1865年6月28日、軍団は正式に解散した。

## 歴代軍団長
| ナサニエル・バンクス          | 1862年3月13日 – 1862年4月4日    |
| フィッツ・ジョン・ポーター    | 1862年5月18日 – 1862年11月10日  |
| ジョセフ・フッカー            | 1862年11月10日 – 1862年11月16日 |
| ダニエル・バターフィールド    | 1862年11月16日 – 1862年12月25日 |
| ジョージ・ミード              | 1862年12月25日 – 1863年1月26日  |
| チャールズ・グリフィン        | 1863年1月26日 – 1863年2月1日    |
| ジョージ・サイクス            | 1863年2月1日 – 1863年2月5日     |
| ジョージ・ミード              | 1863年2月5日 – 1863年2月16日    |
| アンドリュー・A・ハンフリーズ | 1863年2月16日 – 1863年2月28日   |
| ジョージ・ミード              | 1863年2月28日 – 1863年6月28日   |
| ジョージ・サイクス            | 1863年6月28日 – 1863年10月7日   |
| サミュエル・クロウフォード    | 1863年10月7日 – 1863年10月15日  |
| ジョージ・サイクス            | 1863年10月15日 – 1864年3月23日  |
| ガバヌーア・ウォーレン        | 1864年3月23日 – 1865年1月2日    |
| サミュエル・クロウフォード    | 1865年1月2日 – 1865年1月27日    |
| ガバヌーア・ウォーレン        | 1865年1月27日 – 1865年4月1日    |
| チャールズ・グリフィン        | 1865年4月1日 – 1865年6月28日    |

## 参考資料
- Eicher, John H., and David J. Eicher. Civil War High Commands. Stanford, CA: Stanford University Press, 2001. ISBN 0-8047-3641-3.
- Fox, William F. Regimental Losses in the American Civil War. Dayton, OH: Morningside Press, 1993. ISBN 0-685-72194-9. First published 1898 in Washington, DC.

## その他資料
- Powell, William H. The Fifth Army Corps (Army of the Potomac): A Record of Operations During the Civil War in the United States of America, 1861–1865. Dayton, OH: Morningside, 1984. ISBN 0-89029-076-8.
- Welcher, Frank J. The Union Army, 1861–1865 Organization and Operations. Vol. 1, The Eastern Theater. Bloomington: Indiana University Press, 1989. ISBN 0-253-36453-1.